# Dinoponera grandis
Dinoponera grandis é uma espécie de formiga do gênero Dinoponera, pertencente à subfamília Ponerinae.

## Taxonomia
A espécie foi descrita por Guérin-Méneville em 1838, inicialmente no gênero Ponera. Em 1861, Roger descreveu o gênero Dinoponera, incluindo nele D. gigantea e D. grandis, que considerou como sinônimos. Sendo sinônimos, em 1926, Bequaert considerou D. grandis como nome inválido.
Foi revivida e redescrita na revisão do gênero por Dias & Lattke em 2021 Os pesquisadores também consideraram como sinônimos desta espécie D. australis e D. snellingi.